# 25歳の女子高生〜子供には教えられないことシてやるよ
『25歳の女子高生〜子供には教えられないことシてやるよ』（にじゅうごさいのじょしこうせい こどもにはおしえられないことシてやるよ）は、マカナによる日本の漫画作品。2016年8月18日より『ComicFesta』ほかにて電子コミックとして連載中。主な略称は「にごじょ」。

## あらすじ
求職活動中のフリーター・名鳥花は、突然の親戚からの頼みで、不登校の従妹の替え玉として高校に通うことになってしまう。ところが、潜入した登校初日に､ 高校の同級生で担任教師・蟹江亮人に正体を知られてしまう｡花は蟹江に秘密を守ってもらうことをお願いするが、その代わりにある条件を出された。

## 登場人物
声は、地上波版/完全版の声優。

### 主要人物
名鳥花（なとり はな）
声 - 原田ひとみ / 和央きりか
本作の主人公。年齢：25歳。誕生日：3月3日。血液型：O型。
元々は求職活動中のフリーターだったが、不登校中だった従妹・果歩の替え玉として、2度目の高校生活を送ることになったが、長らく勉学や運動から離れていたため、追いつくのに苦労する。真面目でお人好し。
蟹江亮人（かにえ あきと）
声 - 沢城千春 / 森下京平
花の担任教師（担当教科は世界史）。年齢：25歳。誕生日：11月25日。血液型：A型。
高校時代、花の同級生であった。また、当時は現在とはかけ離れたチャラ男だった。花が潜入初日に彼女の正体に気付く。強引だが、優しい一面もあり、花の替え玉生活を支援する。
相田直之（あいだ なおゆき）
声 - 高塚智人 / 古河徹人
花の同級生。年齢：16歳。誕生日：8月1日。血液型：O型。
イケメンのチャラ男。授業はサボリがちで、よく保健室に通っている。軽い気持ちで花に迫るが、次第に本気で惹かれる。

### その他
三芳果歩（みよし かほ）
花の従妹。年齢：16歳。不登校中の女子高生。外見は花と瓜二つ。アニメ版には登場しない。

## 書誌情報
- マカナ『25歳の女子高生〜子供には教えられないことシてやるよ』星雲社〈Clair TL Comics〉、既刊4巻（2019年7月18日現在）
  1. 2017年6月18日発売[2]、ISBN 978-4-434-23217-6
  2. 2018年1月18日発売[3]、ISBN 978-4-434-24000-3
  3. 2018年9月18日発売[4]、ISBN 978-4-434-25013-2
  4. 2019年7月18日発売[5]、ISBN 978-4-434-26037-7

## テレビアニメ
『25歳の女子高生』のタイトルで、2018年1月から3月までTOKYO MX、AT-Xにて5分枠のショートアニメで放送された。完全版（『25歳の女子○生』）はComicFestaアニメZoneにて配信される。
2017年12月27日には事前特番がニコニコ生放送で実施された。その際、いわゆる「僧侶枠」として過去に放送されたComicFesta原作アニメについていくつか紹介された。同様に、同年3月27日には『甘い懲罰〜私は看守専用ペット』との合同特番が実施された。

### スタッフ
- 原作 - マカナ
- 監督・演出 - 太多秀太
- シリーズ構成・脚本 - 佐和山進一郎
- 絵コンテ - 三池走二郎
- キャラクターデザイン・総作画監督 - 山本佐和子
- 美術監督 - hidehide
- 色彩設計 - 青山まなみ
- 撮影監督 - 桑原賢治
- 編集 - 柳圭介
- 音響監督 - 折田哲郎
- 音響制作 - コズミックレイ、タバック
- 音楽 - 金山登
- アニメーション制作 - リリクス
- 制作 - ピカンテサーカス
- 製作 - 彗星社

### 主題歌
「Reunion」
葉月さきによる主題歌。作詞は火ノ間レイ、作曲・編曲は森田交一。

### 各話リスト
| 話数   | サブタイトル           |
| ------ | ---------------------- |
| 第1話  | それは突然の再会       |
| 第2話  | 保健室のベッドで…      |
| 第3話  | 秘密の放課後レッスン   |
| 第4話  | 同窓会の夜に           |
| 第5話  | とんでもない忘れ物!    |
| 第6話  | 秘密がバレちゃう!      |
| 第7話  | 二人だけの勉強会♥      |
| 第8話  | あの日あの時あの場所で |
| 第9話  | その朝、二人は…        |
| 第10話 | それってヤキモチ?      |
| 第11話 | 最低最悪の日           |
| 第12話 | 大好き！               |

### 放送局
| 放送期間               | 放送時間                     | 放送局   | 対象地域 | 備考                      |
| ---------------------- | ---------------------------- | -------- | -------- | ------------------------- |
| 2018年1月8日 - 3月26日 | 月曜 1:00 - 1:05（日曜深夜） | TOKYO MX | 東京都   |                           |
| 2018年1月9日 - 3月27日 | 火曜 1:55 - 2:00（月曜深夜） | AT-X     | 日本全域 | CS放送 / リピート放送あり |

| 配信期間               | 配信時間                  | 配信サイト         |
| ---------------------- | ------------------------- | ------------------ |
| 2018年1月8日 - 3月26日 | 月曜 1:00（日曜深夜）更新 | ニコニコチャンネル |

| 配信期間               | 配信時間                  | 配信サイト           |
| ---------------------- | ------------------------- | -------------------- |
| 2018年1月8日 - 3月26日 | 月曜 0:00（日曜深夜）更新 | ComicFestaアニメZone |

| TOKYO MX 月曜 1:00 - 1:05（日曜深夜） 枠 | TOKYO MX 月曜 1:00 - 1:05（日曜深夜） 枠 | TOKYO MX 月曜 1:00 - 1:05（日曜深夜） 枠 |
| 前番組                                   | 番組名                                   | 次番組                                   |
| ---------------------------------------- | ---------------------------------------- | ---------------------------------------- |
| お見合い相手は教え子、強気な、問題児。   | 25歳の女子高生                           | 甘い懲罰〜私は看守専用ペット             |